# A53 (Groot-Brittannië)
De A53 is een hoofdverkeersweg in Engeland, met een lengte van 90 kilometer.
De weg verbindt Buxton, in zuidwestelijke richting, via Leek, Stoke-on-Trent en Newcastle-under-Lyme met Shrewsbury.
Volgens de verkeersorganisatie EuroRAP is de A53 een van de gevaarlijkste wegen van Engeland en de gevaarlijkste weg in de regio West Midlands.

## Hoofdbestemmingen
- Leek
- Stoke-on-Trent
- Newcastle-under-Lyme
- Shrewsbury